# Powstanie Dos de Mayo
Dos de Mayo (z hiszp. „2 maja”) – ludowe powstanie, które wybuchło w Madrycie w czasie hiszpańskiej wojny niepodległościowej toczonej przeciwko napoleońskim Francuzom okupującym stolicę Hiszpanii. 

## Przebieg i skutki
Insurekcja rozpoczęta 2 maja 1808 została krwawo stłumiona szarżami mameluków marszałka Joachima Murata.
Podczas zamieszek zginęło około 150 Francuzów. Następnego dnia żołnierze rozstrzelali 104 uczestników zajść.
Zryw ludności Madrytu uwiecznił na swych obrazach i grafikach Francisco Goya, który sam będąc zwolennikiem Francji po wojnie dla uniknięcia sankcji zmuszony był wyemigrować do Bordeaux.
Masowy ruch partyzancki (guerrilleros), wsparty zbrojną interwencją brytyjskiego korpusu ekspedycyjnego Wellingtona w Portugalii, doprowadził do wyparcia Francuzów z Półwyspu Iberyjskiego i zakończenia wojny w 1814.

## W obecnej kulturze masowej

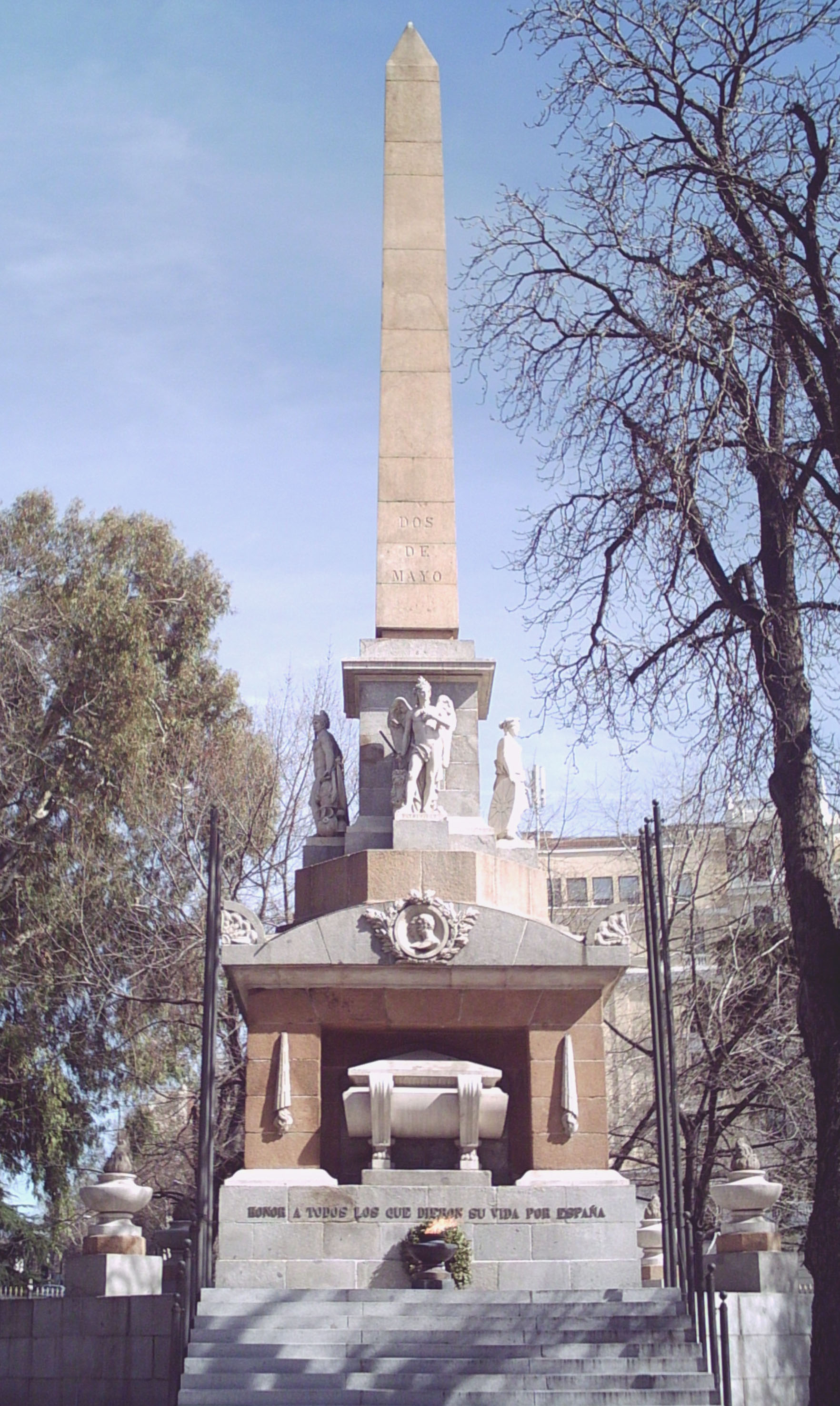
Pomnik bohaterów powstania

Powstaniu została poświęcona gra planszowa o tytule „2 de Mayo”. Jej autorem Daniel Val. Gra jest przeznaczona dla dwóch graczy – jeden z nich wciela się w rolę Hiszpanów, a drugi w rolę Francuzów.